# Dactyloptena
Dactyloptena — рід скорпеноподібних риб родини Довгоперові (Dactylopteridae). Поширені у теплих морях по всьому світі.

## Класифікація
Рід включає 6 із 7 видів родини:
- Dactyloptena gilberti Snyder, 1909
- Dactyloptena macracantha (Bleeker, 1855)
- Dactyloptena orientalis (G. Cuvier, 1829)
- Dactyloptena papilio J. D. Ogilby, 1910
- Dactyloptena peterseni (Nyström, 1887)
- Dactyloptena tiltoni Eschmeyer, 1997